# Mansour Barzegar
Mansour Barzegar, född den 28 februari 1947 i Teheran, Iran, är en iransk brottare som tog OS-silver i welterviktsbrottning i fristilsklassen 1976 i Montréal. 